# Třetí vláda Petera Colotky
Třetí vláda Petera Colotky působila na Slovensku od 4. listopadu 1976 do 18. června 1981. Jednalo se o vládu Slovenské socialistické republiky v rámci ČSSR.
Předsedou vlády byl Peter Colotka.

## Složení vlády
- předseda vlády: Peter Colotka
- místopředsedové vlády: Július Hanus a Ján Gregor
- místopředseda vlády a předseda Slovenské plánovací komise: Karol Martinka
- ministr financí: František Mišeje
- ministr průmyslu: Alojz Kusalík
- ministr zemědělství a výživy: Ján Janovic
- ministr výstavby a techniky: Václav Vačok
- ministr práce a sociálních věcí: Dezider Kroscány
- ministr vnitra: Štefan Lazar
- ministr obchodu: Dezider Goga
- ministr stavebnictví: Ján Bróska
- ministr lesního a vodního hospodářství: Vladimír Margetin
- ministr zdravotnictví: Emil Matejiček
- ministr školství: Juraj Buša
- ministr kultury: Miroslav Válek
- ministr spravedlnosti: Pavol Király
- předsedové Výboru lidové kontroly: Ján Paško (do 27. února 1978), Štefan Ferencei (od 27. března 1978)